# Bella di padella
Bella di padella è l'album di debutto di Francesco Facchinetti (DJ Francesco), pubblicato nel 2004, in seguito al successo ottenuto l'anno precedente dal singolo La canzone del capitano, scritto con Davide Primiceri e Alberto Rapetti ed interpretato con i calciatori Gianluca Pagliuca e Andrea Pirlo (che a metà del brano cantano il ritornello prima da soli e nella parte finale anche con DJ Francesco) e i coristi Moreno Ferrara e Silvio Pozzoli (che cantano il ritornello durante quasi tutto il brano, inclusa la parte finale dove cantano anche i due già citati calciatori).
L'album è composto da due CD: il primo contiene dieci canzoni dell'artista, mentre nel secondo gli stessi brani sono presenti in versione strumentale, con e senza cori.

## Tracce

### CD 1
1. La canzone del capitano – 3:37
2. Era bellissimo – 3:58
3. Festa – 3:30
4. Christina (My love) – 3:19
5. La mia polka – 3:03
6. Ti adoro (feat. Luciano Pavarotti) (DJ Francesco mix) – 3:02
7. I love consol (Sha la la la) – 2:52
8. Salta – 2:19
9. Un viaggio ha senso solo – 3:34
10. Voglio una tipa – 2:45

### CD 2
1. La canzone del capitano (base e cori)
2. Era bellissimo (base e cori)
3. Festa (base e cori)
4. Christina (My love) (base e cori)
5. La mia polka (base e cori)
6. Ti adoro (base e cori)
7. I love consol (Sha la la la) (base e cori)
8. Salta (base e cori)
9. Un viaggio ha senso solo (base e cori)
10. Voglio una tipa (base e cori)
11. La canzone del capitano (base strumentale)
12. Era bellissimo (base strumentale)
13. Festa (base strumentale)
14. Christina (My love) (base strumentale)
15. La mia polka (base strumentale)
16. Ti adoro (base strumentale)
17. I love consol (Sha la la la) (base strumentale)
18. Salta (base strumentale)
19. Un viaggio ha senso solo (base strumentale)
20. Voglio una tipa (base strumentale)

## Formazione
- Francesco Facchinetti - voce
- Gabriele Schiavone - chitarra
- Nicola Crozzoletti - tromba
- Marco Alberti - sax